# 年縞
年縞（ねんこう、英: varve）とは、長い年月の間、海洋、湖沼、河口などの底に堆積した土などの層が描く特徴的な縞模様の湖底堆積物のこと。年縞堆積物（ねんこうたいせきぶつ）とも称される。英語の varve に対して、国際日本文化研究センター（日文研）名誉教授の安田喜憲がつけた訳語である。
湖底には春から夏はプランクトンの死骸や繁殖した珪藻が堆積することで黒い色の層ができ、また秋から冬は粘土鉱物が堆積することにより白い色の層が湖底に積み上がっていく。この白と黒のバーコード状の縞模様が1つの組み合わせで1年を表す。これは樹木の年輪と同様で、1対の縞模様が1年の時間単位を表すことで、精度の高い自然環境変動のデータを得ることができる。

## 年縞の特徴
年縞の中を解析すれば花粉やプランクトン、火山灰や黄砂などが含まれているため、過去の気温や水温などの気候変動を年単位で分析することが可能である。堆積物の量や内容で自生していた周辺の植生の変化、洪水や地震の回数、またその周期などの精度の高い変化過程の正確なデータが得られる。
なお、地層では、地表に露出する部分を中心に侵食作用や地殻変動、人間による開発の影響を受けることから、必ずしも水平方向には連続していない。また、年縞のような1年周期での積層にはなっていないため、これらの点においても年縞での年代測定は精度が高く有効である。

## 世界の年縞
- ドイツ
  - アイフェル地方
- ベネズエラ
  - カリアコ海盆（英語版）[4]
- グリーンランド
  - GRIP氷床コア
- イタリア
  - モンテ・ヴルトゥレ

## 日本での年縞
日本における学術研究の始まりは(Nakamura(1953))が、花粉を用いて始まったとされる。日本各地の堆積物が調査されている。

### 水月湖の年縞

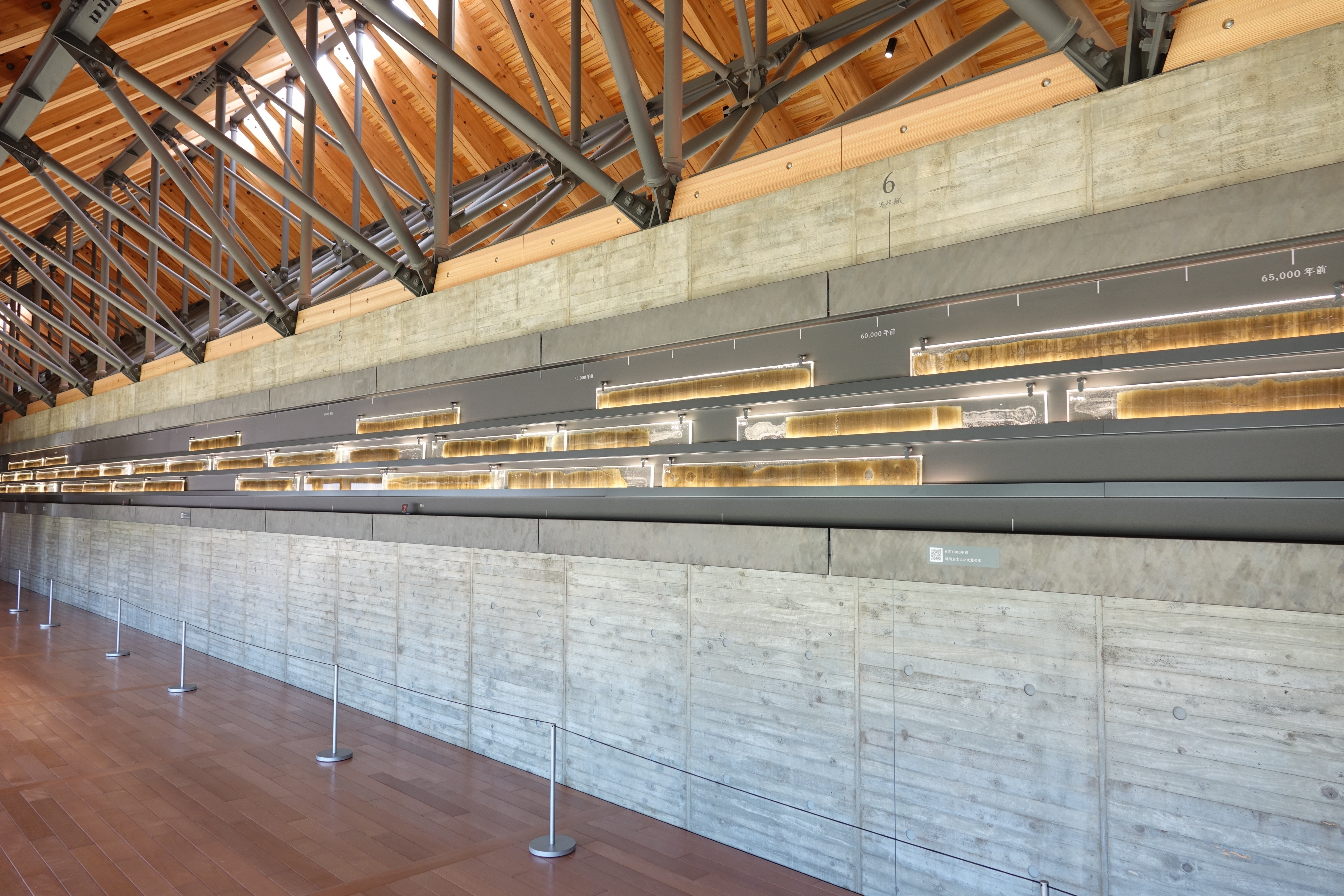
福井県年縞博物館の年縞

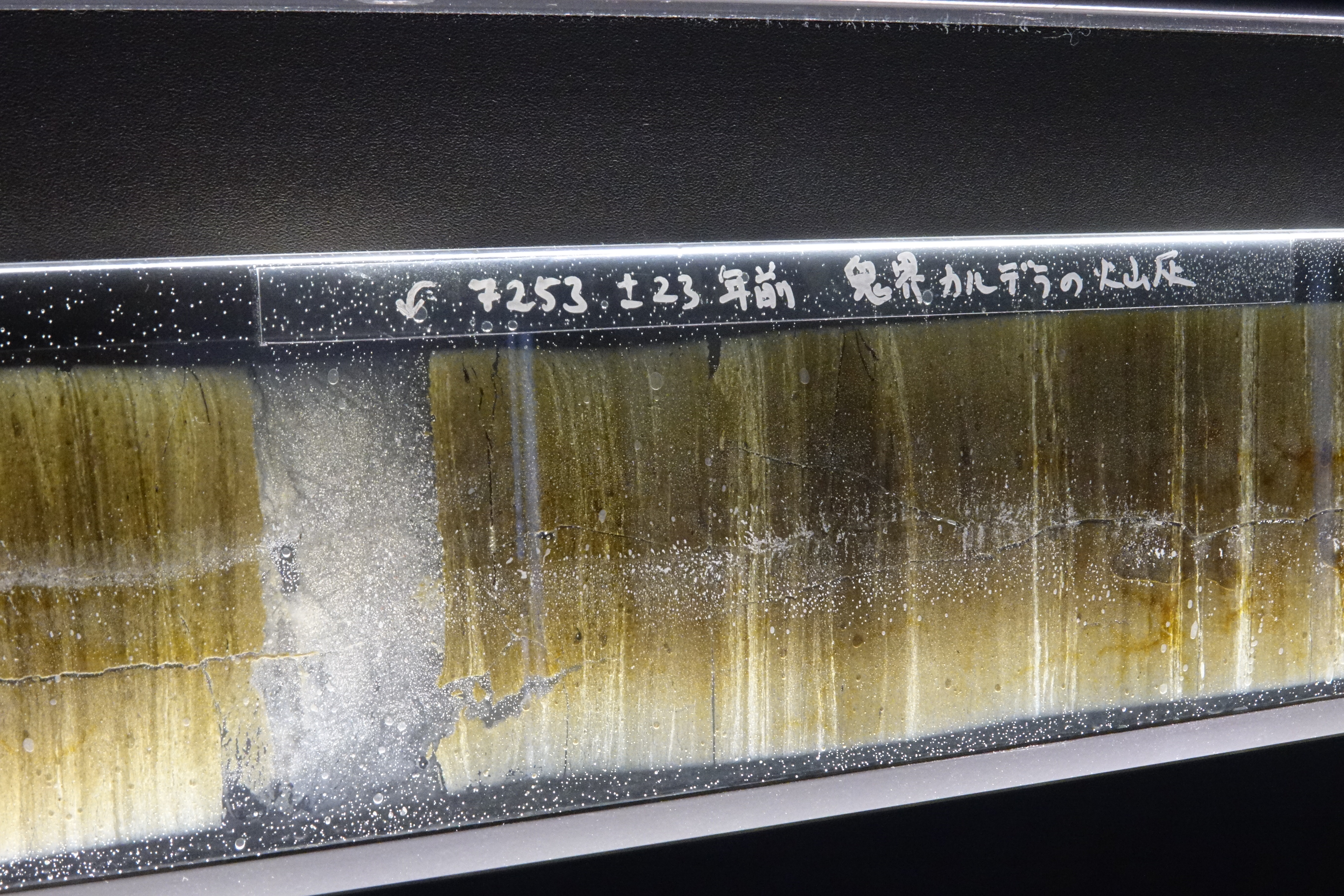
鬼界カルデラの火山灰層

水月湖は、福井県三方上中郡若狭町にある三方五湖の一つで、面積4.06km2（五湖中最大）、周囲9.85km、最大水深38.0mの汽水湖である。水月湖は水深が深く湖内に直接流れ込む大きな河川がなく、その流入などで湖底の堆積物がかき乱されることがないため、年縞が1枚ずつきれいに積み重なっている状態が保たれている。年縞の厚さは1年で約0.7ミリメートルである。また、湖底に酸素が乏しく生物がほとんど生息しないことで、年縞がありのまま残っていたこと。さらに好条件となった背景には湖周辺の断層の影響で、湖の底面が低下する沈降現象が続いており、湖底に毎年堆積物が積もっても、湖が埋まらないという特異な条件が揃っており、水月湖の年縞は「奇跡の堆積物」と呼ばれている。福井県年縞博物館では、年縞をステンドグラスにしたものが展示されている。
この水月湖の調査は1991年（平成3年）から開始された。2006年（平成18年）に始まったボーリング調査では湖底の堆積物は70m以上の深度まで及ぶため、技術的に1本の連続した試料として掘り出すことが不可能であった。このため、最終的に別々な4カ所の穴からそれぞれ長さ1m程度のコア（芯）を掘り出し縞模様のパターンマッチング（採取場所の異なる複数の短いコアを連続にする為の作業）を行い1本の土の層に復元する事で総延長70mにも及ぶコアが掘削された。これは過去約16万年分の連続した土を採取できたこととなり、その1mmの抜けもない完全連続したこのコアサンプルは「SG06」（水月湖06年の略号）と呼ばれる。以降、日本、イギリス、ドイツなどの共同研究チームが分析を進めて放射性炭素14、炭素12の比率を調べることで、最終氷期以降のの11,200年- 52,800年前にわたる過去約5万年間の放射性炭素年代測定を行ない、その研究成果を学術雑誌『サイエンス』誌に発表した。過去に例を見みない、誤差が約5万年で170年程度という精度の高さから、この水月湖の年縞からのデータは2012年（平成24年）7月13日にフランスのユネスコ本部で開催された世界放射性炭素会議総会（International Radiocarbon Conference）で地質学的年代決定での事実上の世界標準となった。水月湖の年縞を基準として、放射性炭素年代測定の結果を西暦に当てはめるこの国際較正曲線を「IntCal13」と呼称している。
世界的な気候変動の変遷・メカニズム解明、大陸から飛来する風砂塵、日本海で生じた津波、周辺地域の地震研究など様々な分野の研究に用いられ、今後も他分野への利用が期待されている。
具体的には、日本列島関連では鬼界カルデラや姶良カルデラにおける巨大噴火、ナウマンゾウ絶滅、出土した土器や人骨の時期、海外ではネアンデルタール人絶滅時期の推定など、地質学や考古学、古生物学、人類学の研究に広く役立てられている。

### 一ノ目潟の年縞
一ノ目潟（いちのめがた）は、秋田県男鹿市にある直径600m、最大水深44.6m、面積0.26km2の火口湖である。2007年（平成19年）7月26日には国の天然記念物となっている。一ノ目潟もまた水月湖と同様に水深が深く、流入流出河川がない。一ノ目潟の調査は2006年（平成18年）と2011年（平成23年）に実施された。過去3万年にわたる日本海東縁部の大規模地震活動の履歴を詳細に復元できる資料とされている。

### 波根湖の年縞
- 波根湖（島根県大田市）[6]

### 東郷池の年縞
- 東郷池（鳥取県東伯郡）[23]